# Paul Balzereit
Paul Johannes Gerhard Balzereit (pseudonimy: Paul Gehrhard i P.B. Gotthilf; ur. 2 listopada 1885 w Kilonii; zm. 6 lipca 1959 w Magdeburgu) – niemiecki publicysta, sługa oddziału Towarzystwa Strażnica w Niemczech w początkowym okresie prześladowania Świadków Jehowy przez Trzecią Rzeszę, poźniejszy tajny współpracownik Stasi.

## Życiorys
Paul Balzereit po ukończeniu szkoły podstawowej zdobył zawód kupca, którym się trudnił. Kilka lat później przyjął wierzenia Badaczy Pisma Świętego. W roku 1910 został kolporterem (pionierem), a od 1913 roku był pielgrzymem (nadzorcą podróżującym) Międzynarodowego Stowarzyszenia Badaczy Pisma Świętego. W latach 1916–1917 był tłumaczem niemieckiej wersji językowej „Strażnicy”, a w roku 1923 został redaktorem nowo utworzonego czasopisma „Złoty Wiek” (obecnie „Przebudźcie się!”). 16 maja 1925 roku został oskarżony ze względu na rzekomy antyklerykalny charakter pisma, lecz po procesie sądowym 6 lutego 1926 roku został uniewinniony.
Od roku 1920 był przywódcą („Leiter”) a od roku 1933 prezesem („Präsident”) oddziału Towarzystwa Strażnica w Niemczech, które początkowo mieściło się w Barmen-Elberfeld (obecnie Wuppertal), a w 1923 roku zostało przeniesione do Magdeburga. W 1927 roku został oddelegowany z niemieckiego Biura Oddziału do Polski celem wybrania przedstawiciela Towarzystwa Strażnica. Zaproponował tę funkcję Wilhelmowi Scheiderowi, który jednak wtedy odmówił i na rok sługą oddziału w Polsce został Edward Rüdiger, polski tłumacz „Złotego Wieku”. Po wprowadzeniu zakazu działalności Świadków Jehowy (nazwa od 1931 roku) w 1933 roku Balzereit nadal publikował zakazane publikacje, choć w ograniczonym zakresie. Prowadził rozmowy, które miały doprowadzić do zniesienia zakazu działalności Świadków Jehowy w Niemczech, lecz z czasem był coraz bardziej krytykowany ze względu na swoją gotowość do ustępstw wobec władz państwowych. Według jego biografów (Schnell) wykonywał jednak wtedy w pełni polecenia swojego szefa, Rutherforda, w tym nawet zgolenia brody czy koloru stroju.
10 maja 1935 roku został aresztowany i umieszczony w obozie koncentracyjnym w Sachsenhausen. 17 grudnia 1935 roku wraz z ośmioma innymi osobami uznanymi za przywódców działalności Świadków Jehowy w Niemczech skazany sądownie na dwa i pół roku więzienia. W 1936 roku został usunięty z Towarzystwa Strażnica, a jego prezes Joseph Rutherford wyjaśnił w liście do niemieckich Świadków Jehowy powody: „żaden z oskarżonych [w tym Balzereit] w tym czasie nie dał wiernego i prawdziwego świadectwa o imieniu Jehowy”  i dlatego Towarzystwo „nie będzie odtąd miało z nim nic wspólnego”.
Rok później w obozie koncentracyjnym pod przymusem strażników Balzereit wyrzekł się wiary i podpisał stosowne oświadczenie. Jednak mimo obietnicy zwolnienia musiał powrócić do bloku i pozostał w obozie do 29 kwietnia 1939 roku. We wrześniu 1936 roku w jego miejsce sługą oddziału w Niemczech został Erich Frost.
Po wojnie Balzereit został dyrektorem Stowarzyszenia Kształcenia Biblijnego (Allgemeinen Bibel-Lehrvereinigung, ABL), późniejsze Stowarzyszenie Wolnych Chrześcijan (Vereinigung freistehender Christen), uważającego się za część Brzasku Nowej Ery i kontynuującego wdrażanie idei Charlesa T. Russella, które z pomocą Stasi prowadziło kampanie przeciw Świadkom Jehowy w NRD (Balzereit był tajnym współpracownikiem Stasi), gdzie organizacja ta została zakazana w 1950 roku.